# Michel Cressole
Michel Cressole, né le 6 novembre 1948 à Clermont-Ferrand et mort le 25 septembre 1995 dans le 20e arrondissement de Paris, est un journaliste, essayiste et militant homosexuel français.

## Biographie
Après une enfance près de Roanne, Michel Cressole suit des études de lettres à Paris. Dans les années 1970, il milite au sein du FHAR.
En 1978, il entre au quotidien Libération, où il est critique de télévision, et auquel il collaborera jusqu’à sa mort. Journaliste, il aborde plusieurs autres sujets, dont la mode.
Il tient une chronique dans L'Autre Journal (1990-1991). Il part en Afrique avec une photographe, Françoise Huguier, sur les traces de Michel Leiris qui avait participé à la mission Dakar-Djibouti en 1931-1933. Il écrit aussi pour Le Journal du sida. Il apparaît dans la série de films Les Cinéphiles de Louis Skorecki (il joue le personnage de Jean) et dans Maman que man de Lionel Soukaz.
Il meurt du sida le 25 septembre 1995.

## Publications
- Deleuze [avec une lettre de G. Deleuze], Éditions Universitaires, 1973
- Qu'est-ce qu'ils ont de plus que nous, Cahiers du cinéma, 1983
- Les Grands Chefs de Rhône-Alpes, Glénat, 1987
- Une folle à sa fenêtre (recueil des chroniques parues dans L'Autre Journal), Cahiers Gay-Kitsch-Camp, 2018.
- Sur les traces de l'Afrique fantôme, avec Françoise Huguier, Éditions Maeght, 1991

## Sources
- Hélène Hazera, « Cressole, Michel », in Didier Eribon, Dictionnaire des cultures gays et lesbiennes, Paris, Larousse, 2003.
- Annonce de décès dans Libération, 26 septembre 1995.